# Adam Gontier
Adam Wade Gontier (Peterborough, 25 maggio 1978) è un cantautore e chitarrista canadese, noto per essere il fondatore del gruppo musicale Three Days Grace.
Il 9 gennaio 2013 ha abbandonato il gruppo per motivi di salute come riportato sul sito ufficiale e sulla loro pagina Facebook, ed è stato sostituito da Matt Walst dei My Darkest Days nonché fratello del bassista dei 3DG Brad Walst, per poi ritornare nell'ottobre del 2024 pur mantenendo il suo successore in formazione. Gontier è molto noto per le sue capacità canore ed è stato coinvolto in progetti di altre band come gli Apocalyptica, i Breaking Benjamin e gli Art of Dying.

## Biografia
Inizia la sua carriera nel mondo della musica dopo aver fondato i Groundswell nel 1992. Pubblica l'album Wave of Popular Feeling nel 1995 che riuscì a vendere solo 150 copie. Più tardi, il gruppo cambiò nome in Three Days Grace.
Nel 2005, Adam è stato in riabilitazione per una dipendenza da Ossicodone al centro di riabilitazione di Toronto chiamato CAMH (Centre for Addiction and Mental Health). Da quella esperienza Adam scrisse alcuni tra i pezzi più conosciuti dell'album One-X tra cui Pain, Animal I have become, Over and Over e Gone Forever.
Nel 2013 Adam lascia la band per continuare la sua carriera da solista.
Nel 2015 fonda, assieme a Mike Mushok, Rich Beddoe e Corey Lowery, il gruppo Saint Asonia.
Il 3 ottobre 2024 viene annunciata la reunion con i Three Days Grace.

## Vita privata
Adam è stato sposato con Naomi Faith Brewer, ragazza conosciuta ai tempi del liceo; insieme a sua moglie Naomi, Adam ha co-scritto il testo di Never Too Late, e sempre insieme hanno avuto l'idea sul videoclip. Inoltre, proprio insieme a sua moglie, Adam ha scritto diverse canzoni ora presenti negli album dei "Saint Asonia". In seguito Adam ha divorziato nel 2013. Si è sposato con Jeanie Gontier Marie nel 2015 e hanno avuto due figli. Quando il suo primo figlio stava per nascere, Adam ebbe nuovi problemi di dipendenza e dovette andare in riablitazione e, in seguito a questa esperienza, ha scritto la canzone "This August Day" dell'album "Flawed Design". Suo cugino Cale Gontier è il bassista della band canadese Art of Dying.

## Discografia

### Con i Three Days Grace
- 1995 – Wave of Popular Feeling
- 2003 – Three Days Grace
- 2006 – One-X
- 2009 – Life Starts Now
- 2012 – Transit of Venus

### Con i Saint Asonia
- 2015 – Saint Asonia
- 2019 – Flawed Design
- 2022- EP Introvert/Extrovert